# スタンリー・ベイト
スタンリー・ベイト（Stanley Bate, 1911年12月12日 - 1959年10月19日）は、イギリスの作曲家、ピアニスト。
プリマス出身。幼時から音楽教育を受け、20歳までに2つのオペラを作曲した。レイフ・ヴォーン・ウィリアムズ、レジナルド・オーウェン・モリス、ゴードン・ジェイコブ、アーサー・ベンジャミンに師事した後、パリに留学してナディア・ブーランジェについて学び、ベルリンではパウル・ヒンデミットについて学んだ。舞台音楽の作曲家として活動し、またピアニストとしてアメリカ合衆国やオーストラリアで公演した。しばらくアメリカに滞在した後、ロンドンに戻ったが、母国では外国ほどの評価を受けることがなかった。その結果、1959年に自殺した。
作風はヴォーン・ウィリアムズ、ヒンデミット、ウィリアム・ウォルトンの影響を受けたものであった。

## 作品

### バレエ
- エロス（1935）
- ゴイエスカス（1937）
- ペルセウス（1939）
- トロイラスとクレシダ（1948）

### 舞台音楽
- エレクトラ（1938）
- 桜の園（1938ごろ）
- 十二夜（1938ごろ）

### 管弦楽曲
- コンチェルタンテ（1936-38）
- コンチェルティーノ（1937）
- 交響曲第2番（1937-39）
- シンフォニエッタ第1番（1938）
- ピアノ協奏曲第2番（1940）
- 交響曲第3番（1940）
- ヴァイオリン協奏曲第2番（1943）
- シンフォニエッタ第2番（1944）
- ヴィオラ協奏曲（1944-46）
- ヴァイオリン協奏曲第3番（1947-50）
- ピアノ協奏曲第3番（1951-52）
- コンチェルト・グロッソ（1952）
- ハープシコード協奏曲（1952-55）
- チェロ協奏曲（1953）
- 交響曲第4番（1954-55）
- ピアノ協奏曲第4番（1955）
- ピアノ協奏曲第5番（1958）

## 文献
- Michael Barlow, "Stanley Bate". The New Grove Dictionary of Music and Musicians online.